# Przedmieście Wielkie
Przedmieście Wielkie (ukr. Велике Передмістя) – wieś na Ukrainie, w obwodzie lwowskim, w rejonie lwowskim (wcześniej w rejonie żółkiewskim). W 2001 roku liczyła 185 mieszkańców.